# Montmorillon
 Montmorillon é uma comuna francesa na região administrativa de Nova-Aquitânia, no departamento de Vienne. Estende-se por uma área de 57 km², com 6155 habitantes, segundo os censos de 2014, com uma densidade de 108 hab/km².